# Pattinaggio freestyle ai The World Games Series 2024
Le competizioni di pattinaggio freestyleai The World Games Series si sono svolte dall'11 al 13 ottobre 2024 ad Hong Kong.

## Podi

### Uomini
| Evento | Oro                 | Argento      | Bronzo              |
| Speed  | Alvaro Nieto Merino | Liam Dayries | Jinesh Satyan Nanal |

### Donne
| Evento  | Oro             | Argento      | Bronzo          |
| Classic | Ilaria Guslandi | Maryna Boiko | Hanna Lender    |
| Speed   | Sasikan Kongpan | Jessica Loo  | Yuet Ling Leung |

## Medagliere
| Posiz. | Nazione    | Oro | Argento | Bronzo | Totale |
| ------ | ---------- | --- | ------- | ------ | ------ |
| 1      | Spagna     | 1   | 0       | 0      | 1      |
| 1      | Thailandia | 1   | 0       | 0      | 1      |
| 1      | Italia     | 1   | 0       | 0      | 1      |
| 4      | Hong Kong  | 0   | 1       | 1      | 2      |
| 5      | Francia    | 0   | 1       | 0      | 1      |
| 5      | Ucraina    | 0   | 1       | 0      | 1      |
| 7      | India      | 0   | 0       | 1      | 1      |
| 7      | Polonia    | 0   | 0       | 1      | 1      |
| Totale | Totale     | 3   | 3       | 3      | 9      |